# Droga wojewódzka 301
Die Droga wojewódzka 301 (DW 301) ist eine 19 Kilometer lange Droga wojewódzka (Woiwodschaftsstraße) in der polnischen Woiwodschaft Kujawien-Pommern, die die Droga wojewódzka 267 in Osięciny mit der Droga krajowa 91 in Janowice verbindet. Die Strecke liegt im Powiat Włocławski, im Powiat Aleksandrowski und im Powiat Radziejowski.

## Streckenverlauf
Woiwodschaft Kujawien-Pommern, Powiat Włocławski
-  Probostowo (DK 91)
- Barcikowo
- Tadzin
- Kalinowiec (Kallwitz)

Woiwodschaft Kujawien-Pommern, Powiat Aleksandrowski
- Żabieniec (Schabnitz)
-  Bądkowo (Badkowo, Bondkau) (DW 252)
- Kujawka (Kallwitz)

Woiwodschaft Kujawien-Pommern, Powiat Radziejowski
- Krotoszyn
- Witoldowo
- Pieńki Kościelskie
- Bartłomiejowice
-  Osięciny (Ossenholz) (DW 267)